# Prvić (Krk)
La Isla Prvić (en croata: Otok Prvić o Parvić en el dialecto Chakaviano) es una isla deshabitada en la parte croata del mar Adriático, situada en el golfo de Kvarner. Es la más grande de las islas llamadas Senj, un grupo de pequeñas islas e islotes situados frente a la costa de la ciudad continental de Senj, que se extiende entre las grandes islas de Krk y Rab. Otras islas importantes en el grupo de Senj son Sveti Grgur y Goli otok, junto con una serie de islotes y rocas, las cuales están deshabitadas. Prvić tiene una superficie es 12,76 km², lo que la convierte en la isla croata número 30 por su superficie; su costa tiene 23,12 kilómetros de longitud.